# ノーウッド手術

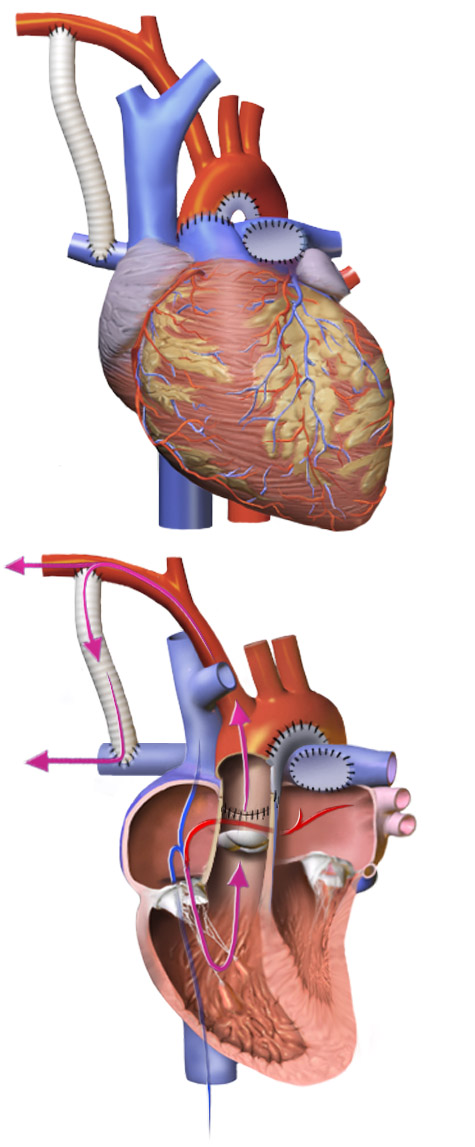

ノーウッド手術（英: Norwood procedure）またはノルウッド手術とは、心臓外科において主に左心低形成症候群に対して行われる姑息手術である。
低形成な左室に代わり、右室・主肺動脈に左心機能を代替させることを目的とする。
術式は、まず（心房間交通が無い場合）心房中隔欠損作成を行い動脈血と静脈血を混合させ、更に主肺動脈を離断して遠位側は結紮する。近位側は細く低形成な大動脈弓と吻合し、これにより大動脈が再建される。そして腕頭動脈や右室から肺動脈へシャントを作成し、肺循環に血流を供給する。本術式には人工心肺による体外循環が必須である。

## 概要
ノーウッド手術は左心低形成症候群（HLHS）に対する手術として、1981年にアメリカの小児心臓外科医であるノーウッド（William I. Norwood）らにより最初に報告された。
本術式はHLHSに対する第一段階の手術であるが、同時に心臓手術としては最も難易度の高い部類に入る手術である。当初ノーウッドが本術式を報告して以降、多くの心臓外科医がHLHSに対しノーウッド手術を試みてきたが、ノーウッド本人以外の手術成績は惨憺たるものであった。しかし1990年代に入ってから手術成績は著明に改善し、術前・術後管理の向上も相まって、現在では80%以上の生存率の報告が見られるようになっている。また後述する佐野シャントによるノーウッド手術変法は、肺・体血流比のアンバランス、拡張末期圧低下による術後の突然死を克服するためになされてきた様々な試みのうちの一つであり、報告によれば（Sano, 2004年）この手法の導入により術後の早期生存率が91%に向上した。欧米でも佐野シャントを用いるようになってからHLHSの治療成績は良好になりつつある。但し、佐野シャントでは心室切開を伴うため将来の心機能低下が危惧され、術後の長期経過観察が必要である。

## 手術適応
本術式の適応疾患には、左心低形成症候群、僧帽弁閉鎖症の一部、また大動脈流出路障害を伴うその他の単心室疾患などが含まれる。これらの疾患の喫緊の問題は、心臓が体循環に血液を十分に拍出出来ないことである。そのためノーウッド手術の目的は、単心室と体循環を接続して血液が流れるようにすることにある。その際に肺への血流が途絶するため、肺循環に血液を供給する代替経路を作成する必要がある。

## 術式
ノーウッド手術の術式は複雑であり、個々の患児の診断や心臓の循環動態を含めた病態に応じて様々な術式がある。本項ではその概要を述べる。
まず、アプローチは胸骨正中切開で行う。体外循環を確立した後の手順は、体循環・肺循環それぞれの血流路確保の二つのステップに分けられる。

### 体循環への血行再建
主肺動脈を左右の末梢肺動脈から離断、その近位側と弓部大動脈を吻合し、新しい大動脈を作る。肺動脈の狭窄に対し肺動脈形成が必要になることがあり、その際には自己の体組織の一部や、適切な異種動物由来の組織などが使用される。この手技により、脱酸素化血と酸素化血の混合された血液が解剖学的右室から肺動脈弁を通じて体循環に拍出されることになる。

#### ダムス・ケー・スタンセル吻合
適応の項でも述べたが、単心室症例で軽度ないし潜在的な大動脈流出路障害がある場合でもノーウッド手術に準じた手術を行うほうが良い。肺動脈絞扼術は遠隔期に大動脈弁下狭窄を来す恐れがあるため、そのような場合は体循環に対して二つの血流路が出来るように、主肺動脈と上行大動脈を切離し、互いに辺縁を縫合してから大動脈遠位部に吻合し二連銃型の流出路を形成する。これをダムス・ケー・スタンセル吻合（Damus-Kaye-Stansel Procedure, DKS吻合）またはDKS手術と呼ぶ。肺動脈弁逆流を緩和するための術式のバリエーションとして、ダブルバレル法（double barrel法、Lamberti変法）、パッチによる拡大を行う方法（Laks変法）がある。

### 肺循環への血行再建
離断された肺動脈は心臓からの血液供給が絶たれているため、下記のような手法により肺への血液供給を確保しなければならない。

#### BTシャント

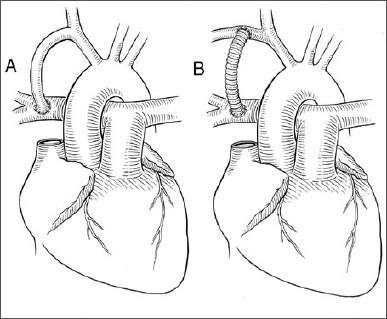
BTシャントの術式。A: BT原法、B: BT変法

BTシャント（Blalock-Taussig shunt）では、素材にゴアテックスなどを使用した導管を使用し、鎖骨下動脈と肺動脈を繋ぐ。この場合単心室からの血液は、肺動脈、再建された大動脈、鎖骨下動脈、導管の順に流れて肺へ流れる。BTシャント術の原法では鎖骨下動脈を肺動脈に直接吻合していたが、現在は上記のように導管を介して接続するBT変法（modified Blalock-Taussig shunt, mBT shunt）が用いられることが多い。
BTシャントには、シャントの中枢側が体循環のどこに吻合されるかによっていくつかのバリエーションがあり、例えば鎖骨下動脈の代わりに大動脈に直接吻合する術式もある（セントラルシャント）。

#### 佐野シャント
佐野シャントまたは右室肺動脈導管（RV-PA conduit）では、単心室の心室壁を一部切開して小孔を開け、ゴアテックス製の導管で心室と肺動脈を接続する。このためシャントから供給される血流はBTシャントよりも拍動性になる。ノーウッド変法（modified Norwood procedure）、佐野変法または佐野手術（Sano modification）とも呼ばれる。
佐野シャントがBTシャントを用いたノーウッド手術の原法と異なる点は、体循環と肺循環のバランスが崩れにくいことである。BTシャントの場合は新しい大動脈の血流の一部が肺循環に供給されることになるので、患児が啼泣して肺血管抵抗が上がるとチアノーゼが増悪するが、泣き止んで肺血管抵抗が下がると体循環の血流量が一気に減少、血圧が低下し突然死の原因になる（特に拡張末期圧低下は冠動脈の血液灌流を減少させ、心原性ショックを起こす）。しかし佐野シャントを用いた場合は、体循環と肺循環の血液灌流量は心臓から拍出された時点で決まるので、体循環への血流量が肺循環に取られることがない。両者のバランスは人工血管の大きさにより調節出来る。

## 機能的修復術へ
ノーウッド手術は低形成な左室の役割を右室に代替させることにより体循環の血液灌流を確保する、あくまで姑息術である。そのため一般的には、第二段階として機能的修復術であるフォンタン手術を目指すことになる。